# Albert du Bois
Pour les articles homonymes, voir Dubois.
Le comte Albert du Bois, né le 4 septembre 1872 à Écaussinnes-d'Enghien et mort le 3 décembre 1940 à Bruxelles, est un homme de lettres de langue française et un diplomate belge ainsi qu'un militant wallon.
En tant qu'irrédentiste français, il considéré comme l'un des théoriciens de l'identité française de la Wallonie. En effet, il a plaidé notamment dans on ouvrage Le catéchisme Wallon (1903) pour défendre la culture française et la réunion de la Wallonie à la France dès lors que l'identité des Français et des Wallons serait commune.

## Biographie
Secrétaire de la délégation belge à Paris, il est renvoyé de son poste le 17 février 1903 après avoir écrit « Belges » ou Français ? dans lequel il se fait l'avocat de la réunion des provinces wallonnes de Belgique à la France. Il publie en 1903 Le catéchisme Wallon dans laquelle il défend la culture Wallonne. Il participe au Congrès wallon de 1905 et fonde le journal hebdomadaire Le Réveil wallon en 1907. Il représente l’arrondissement de Nivelles à l’Assemblée wallonne.

### Famille
Albert du Bois est le fils d'Eugène du Bois et de Jeanne de Prelle de la Nieppe.
La famille du Bois est connue pour avoir produit des maîtres de carrière à Écaussinnes-d'Enghien.
Il épouse en 1929 Jeanne Gonzalès de Linarès.
Le couple s'installe au Château de Fonteneau à Nivelles.
Albert décède sans postérité en 1940.

## Œuvres

### Poésies
- Rapsodies passionnées, 1901

### Pièces de théâtre
- Les Pires Aveugles
- Le Revenant
- La Dernière Dulcinée poème dramatique en 5 actes
- Le Baiser de l'enchanteresse évocation en 4 visions
- Iéna drame en 3 actes
- Le Joyeux Curé de Meudon
- La Victoire d'Aphrodite
- Pélaghia comédie en 1 acte
- Pour l'amour de la Sulamite
- La Conquête d'Athènes, pièce en 4 actes, 11 octobre 1910, Théâtre Sarah-Bernhardt
- L'Aphrodite et le khéroûb drame en 3 actes, création au Théâtre de la Nature à Cabourg en août 1909
- Victor Hugo pièce en 3 actes
- Lord Byron comédie héroïque en 4 actes, création Théâtre de Monte-Carlo, le 20 décembre 1912
- Betty Hatton pièce en 1 acte
- Si Dieu n'existait pas comédie
- Rabelais, création Théâtre des Bouffes-Parisiens, le 11 décembre 1904
- Les Aigles dans la tempête
- La Femme d'amour comédie en 3 actes
- Le "Moyen !" comédie tragique en 3 actes
- L'Éphèbe
- Samourramat évocation en 4 visions
- Voltaire
- L'Hérodienne, Héroï-comédie tragique en 3 actes, création Comédie-Française le 13 novembre 1919, avec dans le rôle de Titus le comédien Albert Lambert, et dans celui de Bérénice Julia Bartet qui mit fin alors à sa carrière
- Le Mariage de Sheridan
- Un duel au Texas
- Notre Déesse, pièce en 5 actes, présentée pour la première fois sur la scène du Théâtre du Parc, en 1935 puis au Théâtre de l'Odéon le 13 janvier 1936, avec Maurice Donneaud en Cardinal de Richelieu et Juliette Verneuil en Marie de Médicis
- Paxadora ou l'Amour communiste

### Romans
- Les Civilisations mortes - Amours antiques, 1895
- Leuconoé, l'histoire de Tyrtée à Sparte, 1897
- Les Romans de la voie sacrée, 1897
- Sous les Lauriers roses, 1898
- L'Amant légal, 1901
- Écrit avec le sang de Rome, 1922
- Les Quatre bustes du temple de l'amour, 1922
- Le Secret de la Villa des Trois Cyprès, le 17 octobre 1925
- Le Dernier vol de l'Alouette, le 14 juillet 1928
- Aux portes de la Nuit, 1929
- Corsica, dans La Petite Illustration, nos 596 et 597, les 8 et 15 octobre 1932
- Le Sourire du roi des Juifs, dans La Petite Illustration, no 390, le 4 mai 1935 réédité par De Varly Édition en 2017 et par Véda édition en 2023

### Œuvres politiques
- Catéchisme du Wallon, 1902
- « Belges » ou Français ?, 1902
- Poèmes impériaux, 1908

## Famille
Albert du Bois est le fils d'Eugène du Bois (1818-1893), écuyer (Belgique, 1892), comte pontifical (1881) et de Jeanne de Prelle de la Nieppe (1844-1931).
Il épouse en 1929 Jeanne Gonzalès de Linarès (1898-1988), fille de Paul (1868-1947) et de Marie Brunet de la Martinère (1866-1941). Le couple s'installe au Château de Fonteneau à Nivelles.
Albert décède sans postérité en 1940. Sa veuve se remariera avec un cousin de son défunt mari : Edmond de Prelle de la Nieppe (1873-1959).

## Galerie

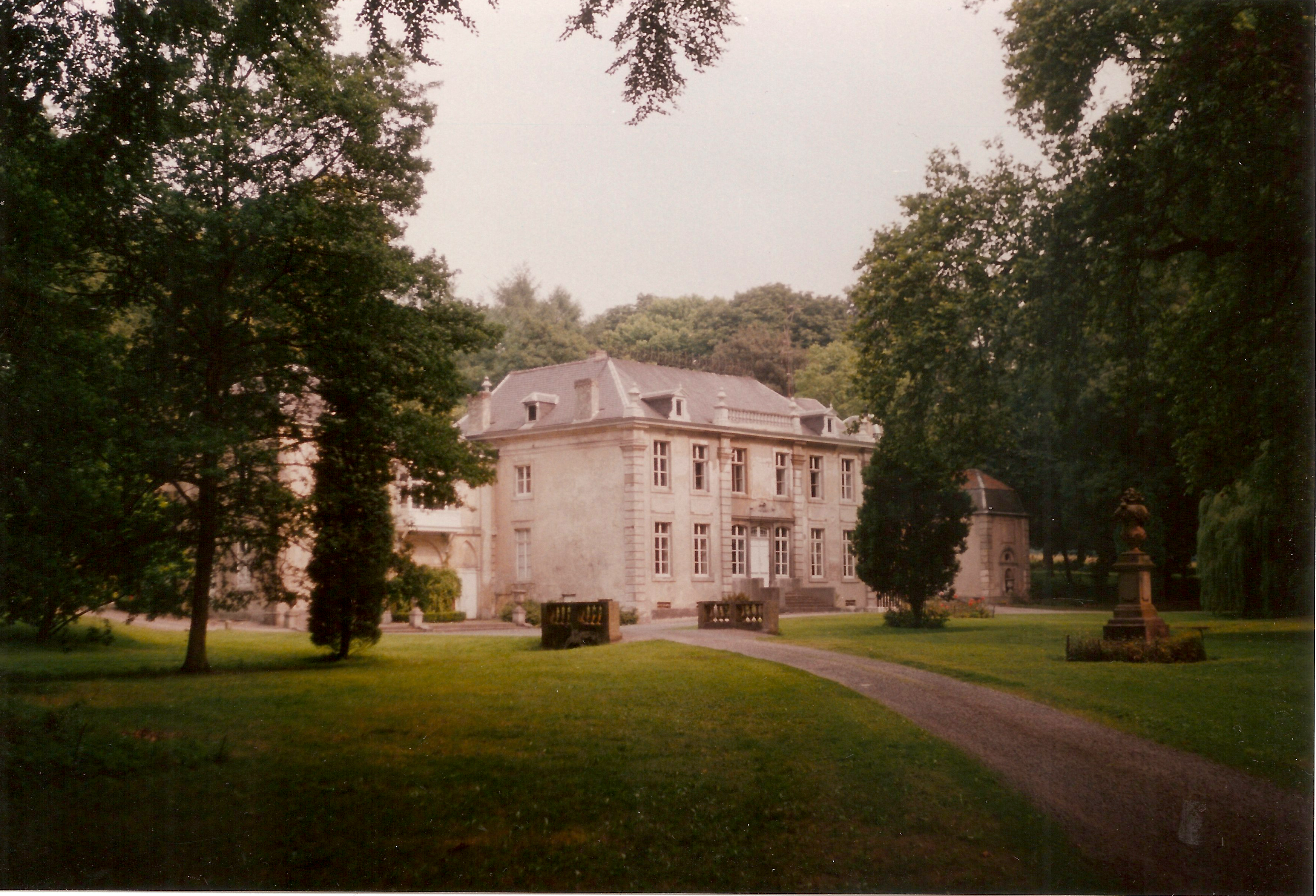
Château de Fonteneau, propriété d'Albert du Bois
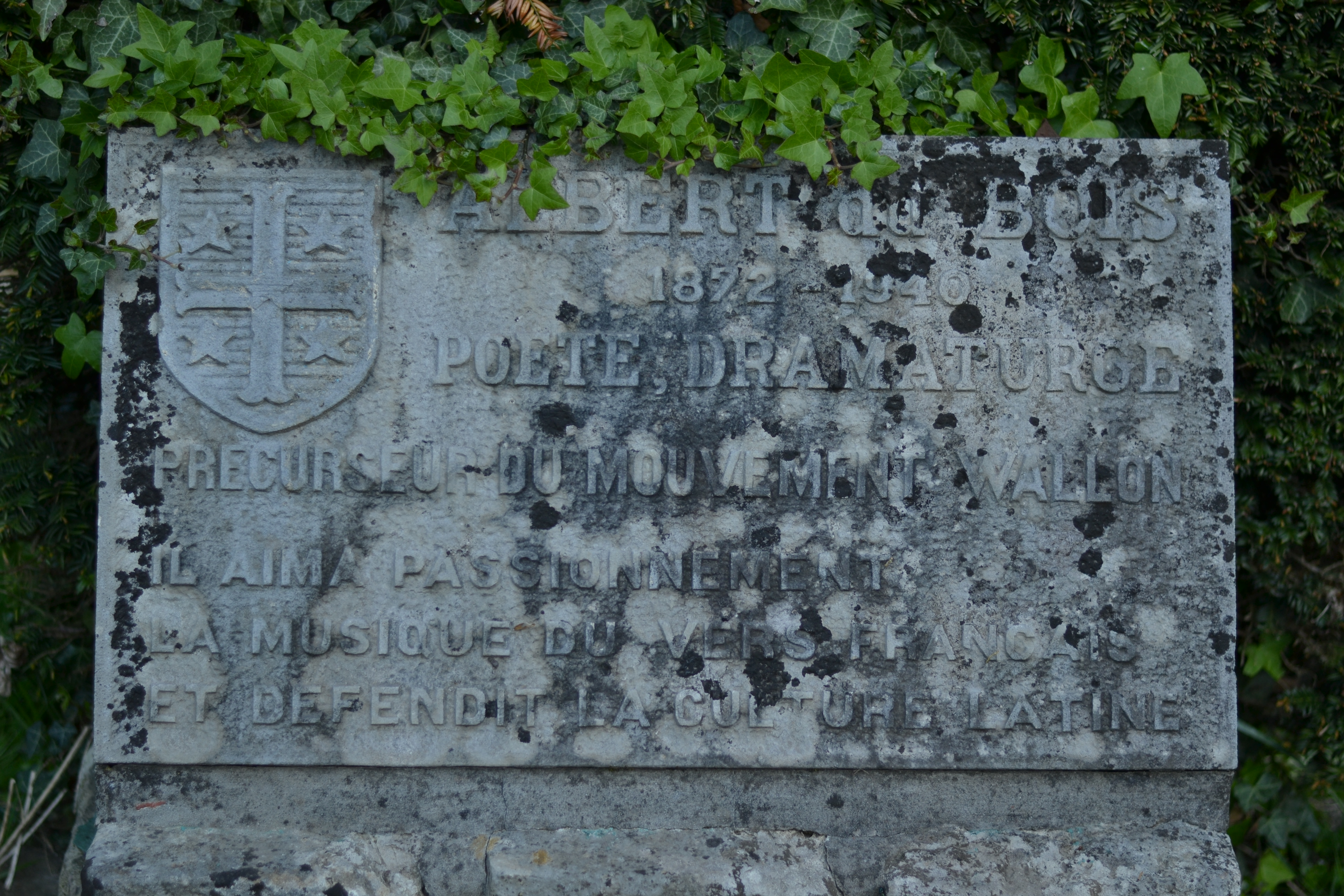
Plaque commémorative du comte Albert du Bois au Parc de la Dodaine à Nivelles
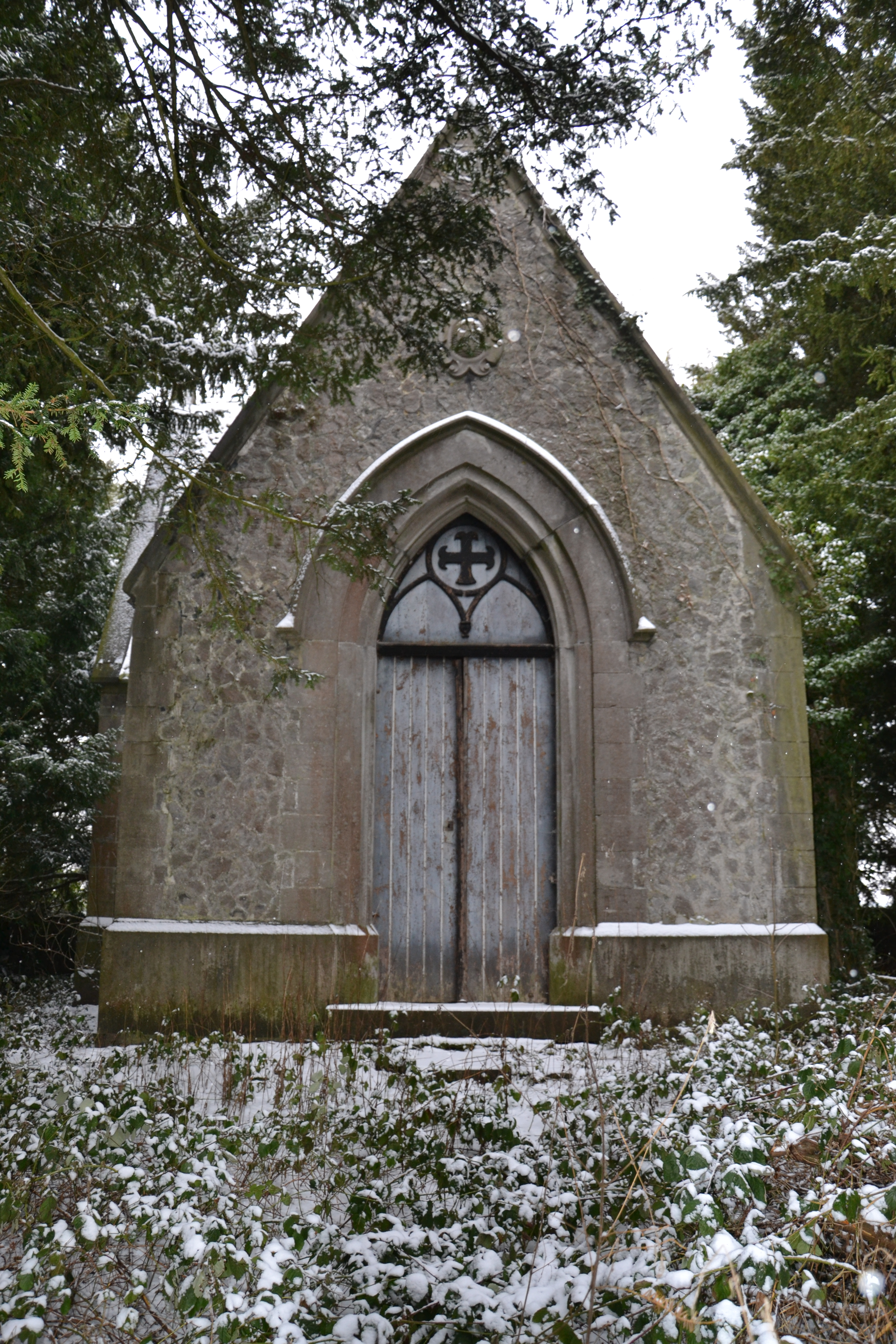
Chapelle du Bois à Écaussinnes où repose le cercueil d'Albert du Bois
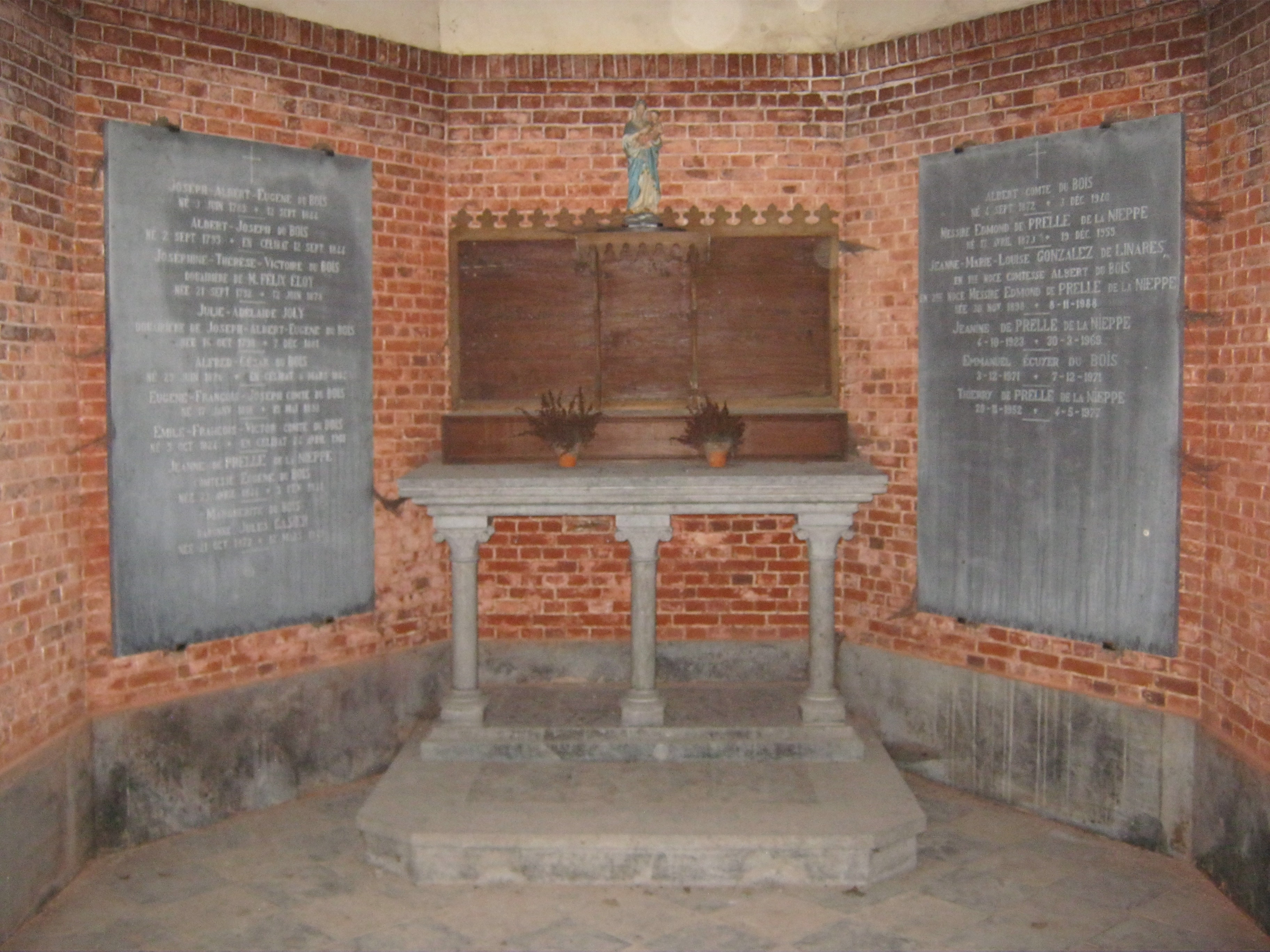
Chœur de la chapelle du Bois
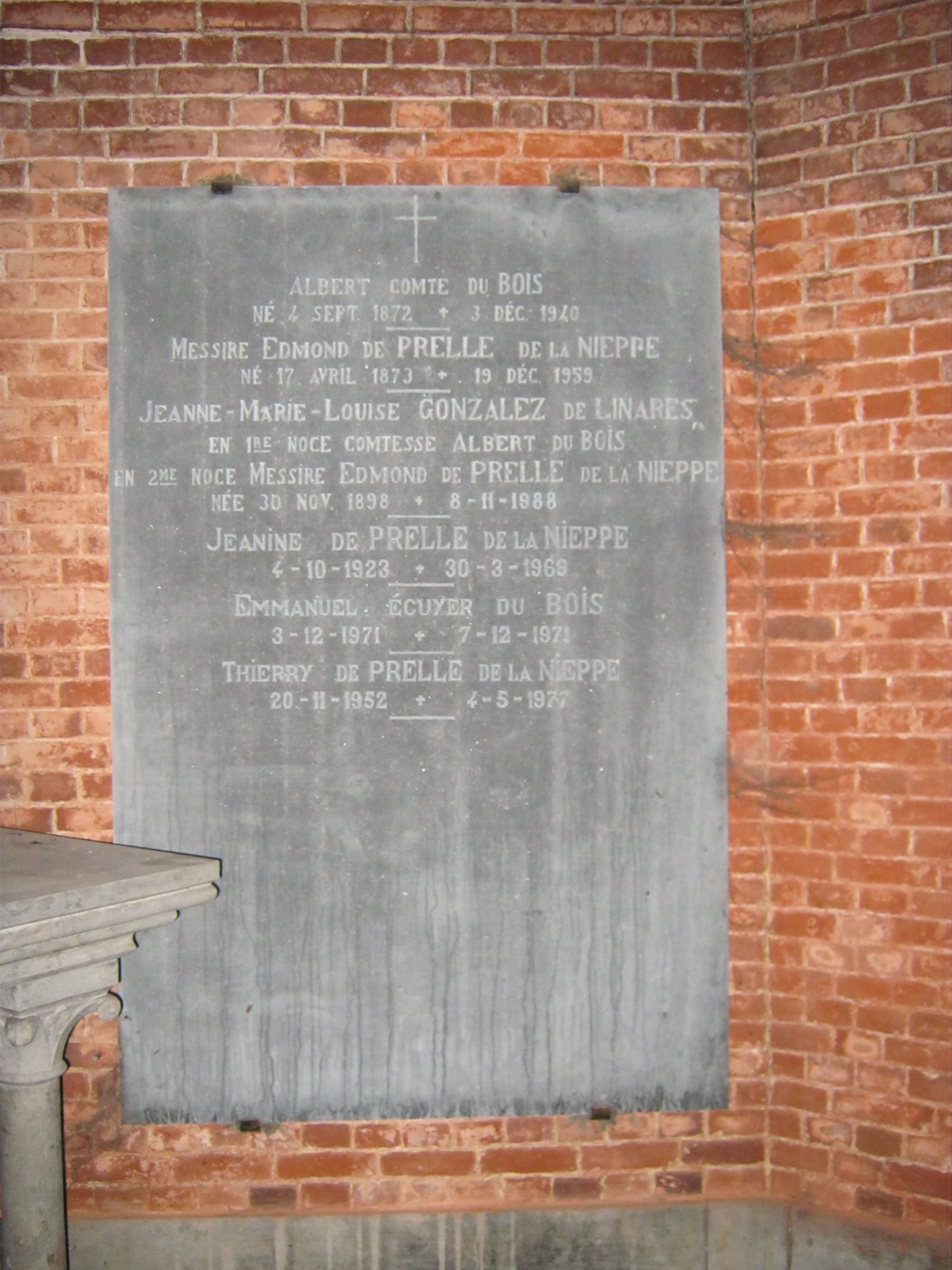
Plaque funéraire